# Chińskie Igrzyska Narodowe 1959
1. Chińskie Igrzyska Narodowe, które odbyły się w dniach 13 września - 3 października w Pekinie. Udział brało 10 658 sportowców. Klasyfikację medalową wygrała drużyna Chińskiej Armii Ludowo-Wyzwoleńczej. Igrzyska te zorganizowano z okazji 10-lecia istnienia Chińskiej Republiki Ludowej. Na ceremonii otwarcia obecni byli m.in.: Mao Zedong, Liu Shaoqi, Dong Biwu, Zhu De, Zhou Enlai, Lin Boqu, Peng Zhen, Luo Ronghua, Li Xiannian i Tan Zhenlin. Ustanowiono cztery rekordy świata - w pływaniu, lekkoatletyce, strzelectwie i lotnictwie modelowym. Pobito również 106 rekordów krajowych.
Logo I. Chińskich Igrzysk Narodowych przedstawiało stadion sportowy ze złotą bieżnią. Na środku stadionu umieszczono czerwoną cyfrę „1” wraz ze złotym kłosem pszenicy - pod cyfrą umieszczono rok I. Chińskich Igrzysk Narodowych (1959), również w kolorze złotym.
Komplet wszystkich medali składał się z: 384 złotych, 405 srebrnych i 380 brązowych krążków.

## Tabela medalowa
| Poz. | Reprezentacja                    |     |    |    |     |
| ---- | -------------------------------- | --- | -- | -- | --- |
| 1    | Chińska Armia Ludowo-Wyzwoleńcza | 117 | 95 | 64 | 276 |
| 2    | Szanghaj                         | 46  | 34 | 36 | 116 |
| 3    | Pekin                            | 42  | 44 | 38 | 124 |
| 4    | Guangdong                        | 31  | 26 | 25 | 82  |
| 5    | Szantung                         | 21  | 21 | 20 | 62  |
| 6    | Hebei                            | 20  | 27 | 32 | 79  |
| 7    | Mongolia Wewnętrzna              | 18  | 17 | 7  | 42  |
| 8    | Heilongjiang                     | 15  | 24 | 12 | 51  |
| 9    | Syczuan                          | 10  | 11 | 16 | 37  |
| 10   | Fujian                           | 9   | 9  | 11 | 29  |
| 11   | Shanxi                           | 8   | 16 | 15 | 39  |
| 12   | Kuejczou                         | 8   | 8  | 9  | 25  |
| 13   | Anhui                            | 7   | 7  | 6  | 20  |
| 14   | Jilin                            | 6   | 8  | 12 | 26  |
| 15   | Liaoning                         | 6   | 4  | 6  | 16  |
| 16   | Jiangsu                          | 4   | 20 | 17 | 41  |
| 17   | Hubei                            | 3   | 10 | 13 | 26  |
| 18   | Zhejiang                         | 3   | 3  | 3  | 9   |
| 19   | Hunan                            | 3   | 2  | 3  | 8   |
| 20   | Junnan                           | 2   | 6  | 2  | 10  |
| 21   | Henan                            | 2   | 3  | 4  | 9   |
| 22   | Gansu                            | 2   | 1  | 2  | 5   |
| 23   | Shaanxi                          | 1   | 5  | 5  | 11  |
| 24   | Sinciang                         | 1   | 3  | 9  | 13  |
| 25   | Jiangxi                          | 1   | 1  | 1  | 3   |
| 26   | Kuangsi                          | 0   | 5  | 9  | 14  |
| 27   | Qinghai                          | 0   | 0  | 1  | 1   |

## Dyscypliny rozegrane podczas I. Chińskich Igrzysk Narodowych
piłka nożna, koszykówka, piłka siatkowa, tenis stołowy, tenis ziemny, badminton, piłka ręczna, baseball, softball, piłka wodna, polo, lekkoatletyka, kolarstwo, gimnastyka, podnoszenie ciężarów, pływanie, nurkowanie, wioślarstwo, chińskie sztuki walki (wushu), zapasy chińskie (shuai jiao), łucznictwo, szachy chińskie, strzelectwo, rajdy motocyklowe (off-road), wyścigi motocyklowe, wyścigi konne, jeździectwo, szybownictwo, spadochroniarstwo, modelarstwo (lotnicze), szermierka, zapasy (styl wolny i klasyczny) szachy, narciarstwo wodne, żeglarstwo, nawigacja radiowa.

## Delegacje
Lista osób delegacji, które przybyły na Chińskie Igrzyska Narodowe 1959:
- Pekin - Zhang Qingji
- Szanghaj - Song Jiwen
- Hebei - Meng Qingshan
- Shanxi - Wang Zhongqing
- Liaoning - Che Xiangchen
- Jilin - Zhang Wenhai
- Heilongjiang - Wang Yilun
- Shaanxi - Zhang Fengbo
- Gansu - He Jinmin
- Qinghai - Sun Junyi
- Szantung - Liu Jiping
- Jiangsu - Guan Wenyu
- Anhui - Dai Ji
- Zhejiang - Chen Weida
- Fujian - Xu Ya
- Henan - Su Ao
- Hubei - Meng Futang
- Hunan - He Nengbin
- Jiangxi - Liu Weibo
- Guangdong - Liu Ziqi & Liang Jia
- Syczuan - Jia Bingyan
- Kuejczou - Shi Xin’an
- Junnan - Liu Zhuofu
- Mongolia Wewnętrzna - Wang Duo
- Ningxia - Ma Tengai
- Sinciang - Cao Danuofu
- Kuangsi - Lu Shaowu
- Tybet - Xie Dianju
- ChAL-W - Han Fudong